# Mana (vallás)
A mana kifejezés az ausztronéz nyelvekből származik, ahol erőt, hatékonyságot jelent, és ezen kifejezés alatt valami természetfeletti erőt értenek. Egyes természeti népek hitében egy személytelen erő vagy hatalom.  Mana lakozhat minden megszokott és rendkívüli tárgyban, kövekben, növényekben, állatokban, emberekben, sőt halottakban is. 
A természeti népek mana-hitére a 19. század végén Robert Codrington protestáns misszionárius figyelt fel a melanéziai szigetvilágban. 
A mana-hit az őskori emberek vallásáig vezethető vissza. A legkorábbi vallásos elképzelésekben betöltött szerepe, jelentősége, e fogalom általánosító volta ma is beható viták tárgya. 
A mana-hit maradványait ismerhetjük fel a különleges, isteni erővel felruházott kegytárgyak (érmék, amulettek, ereklyék), szent helyek, szent emberek (papok, szentek) mind a mai napig meglévő kultuszaiban. 